# Meliboeus dorsalis
Meliboeus dorsalis es una especie de escarabajo del género Meliboeus, familia Buprestidae. Fue descrita científicamente por Kerremans en 1914.